# Okitenemuru
Okitenemuru (jap. オキテネムル) ist eine Mangaserie von Hitori Renda. Sie erschien in Japan von 2014 bis 2018 und ist in die Genres Seinen und Science-Fiction einzuordnen.

## Inhalt
Ihre Mitschülerin Shizuku erzählt Tokiji und Kanata, dass sie in der Stadt einen Mann mit Giraffenkopf hat Amok laufen sehen. Sie wollen ihr das nicht glauben, doch Kanata selbst hat auch eine übernatürliche Fähigkeit: Er kann besonders weit sehen. Doch das geht immer mit einigen Nebenwirkungen einher, sodass er die Fähigkeit selten einsetzt. Am nächsten Tag ist ihre Schule von der Polizei abgeriegelt und die Schüler werden von einer Spezialeinheit festgehalten, dem Externen Nachrichten- und Untersuchungsbüro (ENUB). Eine Schülerin starb in der Nähe, ihr Kopf war zu dem einer Schlange mutiert. Shizuku war es nicht, wie die beiden Freunde zu ihrer Erleichterung erfahren, sondern die Freundin des Mannes mit Giraffenkopf, Kenji. Die Polizei befürchtet nun, dass sich das von einem Parasiten ausgelöste Phänomen unter den Schülern ausbreitet.
Als Kanata wegen seiner Fähigkeit auffällt, wird er festgenommen und von der Spezialeinheit untersucht. Er gehört zu den wenigen Menschen, die durch den Parasiten eine besondere Fähigkeit erhalten und nicht erkranken: ein Okitenemuru (wörtlich übersetzt: die Sehenden). Er kann auch die Erkrankten erkennen, die sich erst kurz vor ihrem Tod durch eine Mutation offenbaren, nachdem der Parasit sie bereits verlassen hat und in einen anderen Wirt übergegangen ist. So soll Kanata also der Polizei helfen. Doch er zögert, seine Beobachtungen mitzuteilen, denn die Identifizierten werden getötet, um den Parasit auszurotten.

## Veröffentlichung
Der Manga erschien zunächst in einzelnen Kapiteln im Magazin Manga Action. Dessen Verlag Futabasha brachte die Serie auch in insgesamt neun Sammelbänden heraus. Eine deutsche Fassung erscheint seit Juni 2019 bei Carlsen Manga. Crunchyroll veröffentlicht den Manga online auf Englisch und Éditions Ki-oon auf Französisch.